# Ptychopseustis
Ptychopseustis là một chi bướm đêm thuộc họ Crambidae.